# Nicone
Nicone ist ein deutscher Rapper aus Berlin.

## Leben
Nicone wuchs in Berlin mit einer alleinerziehenden Mutter auf. In seiner Jugend kam er mit Rap und Basketball in Kontakt. Im Jahr 2006 unterschrieb er seinen ersten Plattenvertrag bei Shok Muzik. Später kam es jedoch zur Vertragsauflösung.
Im Jahr 2011 veröffentlichte Nicone sein erstes Studioalbum mit dem Titel Nicotin, auf dem sich unter anderem auch Gastbeiträge mit den Rappern Silla, MoTrip und Reason befanden. Außerdem hat der Sänger Adesse auf dem Song Du bist überall ein Feature. Zu dem Song Es tut mir leid, bei dem Nicone von dem Sänger Julian King unterstützt wurde, wurde ein Video gedreht. Außerdem wurde zu dem Song Die Streets mit Silla ebenfalls ein Video gedreht.
Auf Sillas Album Silla Instinkt und auf Flers Album Im Bus ganz hinten hatte Nicone je einen Gastbeitrag. Er war als Back-Up-Rapper auf den Tourneen zum Album vertreten. Im Anschluss an Flers Tour unterschrieb Nicone nach eigenen Aussagen bei Flers Label Maskulin. Außerdem war er auf dem den Samplern Maskulin Mixtape Vol. 1 und Maskulin Mixtape Vol. 2 vertreten. Letzteres erreichte in den Compilation-Charts Platz 10. Ein Track mit G-Hot sorgte für Probleme. Das Video wurde auf den YouTube-Kanal der Kleidermarke Thug Life hochgeladen, jedoch kurz darauf entfernt. Die Verantwortlichen hatten einen Diss an Farid Bang nicht bemerkt und das Video im Nachhinein gelöscht.
Kurz darauf trennten sich Maskulin und Nicone wieder. Während Fler behauptete, Nicone nur auf Probe zu Maskulin geholt zu haben, sagte Nicone eher, dass sein freundschaftliches Verhältnis zu Sido und DJ Desue für die Trennung verantwortlich war.
Anfang 2013 kam Nicone in Untersuchungshaft, nachdem ein Streit in einem türkischen Café eskaliert war. Nicone wird Körperverletzung vorgeworfen. Am 31. März 2013 wurde das Musikvideo zu dem Song Das nächste Kapitel veröffentlicht und am 7. Juni 2013 erschien Rede Nicht 2 mit DJ Desue auf YouTube.

## Diskografie
Studioalben
- 2011: Nicotin
- 2015: Seelenfrieden

Mixtapes
- 2014: Rock’n Roll

Labelsampler
- 2011: Maskulin Mixtape Vol. 1
- 2012: Maskulin Mixtape Vol. 2

Gastbeiträge
- 2011: Süchtig (feat. Silla, Bizzy Montana und Navigator)
- 2011: Um uns rum (feat. Fler und G-Hot)

## Musikvideos
- Die Streets (mit Silla)
- Ich leg noch einen drauf
- Casino Royal (mit G-Hot)
- Ein Leben (mit G-Hot & Julian King)
- Frische Luft (mit G-Hot)
- Es tut mir leid (mit Julian King)
- Das nächste Kapitel
- Rede Nicht 2` (mit DJ Desue)
- Grimey
- Ich guck in den Himmel
- Bleib stark (mit Serk)
- Ein letztes mal (Intro)
- Vielleicht (mit Peedie)